# Electra bellula
Electra bellula är en mossdjursart som först beskrevs av Walter Douglas Hincks 1881.  Electra bellula ingår i släktet Electra och familjen Electridae.
Artens utbredningsområde är Mexikanska golfen. Utöver nominatformen finns också underarten E. b. ramosa.